# Storm Large
Storm Large, właśc. Susan Storm Large (ur. 25 czerwca 1969) – amerykańska piosenkarka, autorka tekstów i aktorka.

## Życiorys
Storm Large urodziła się i wychowała w podmiejskim Southborough w stanie Massachusetts. Od piątego roku życia zaczęła śpiewać i pisać piosenki. W 1987 ukończyła prywatną szkołę St. Mark's School. Studia wyższe w American Academy of Dramatic Arts w Nowym Jorku ukończyła w 1989.
Large jest biseksualna. Należy do społeczności LGBTQ w Portland.

## Kariera
Po ukończeniu studiów Large przeniosła się do San Francisco w Kalifornii, gdzie współtworzyła i śpiewała w różnych zespołach, w tym Storm & Her Dirty Mouth i Storm, Inc.
Large zyskała popularność w 2006 jako finalistka programu Rock Star: Supernova, gdzie została wyeliminowana tydzień przed finałem, ale zgromadziła liczną bazę fanów.
Large przeprowadziła się do Portland w stanie Oregon w 2002, gdzie zaczęła śpiewać z zespołem, który nazwała The Balls, znany również jako Storm and the Balls.

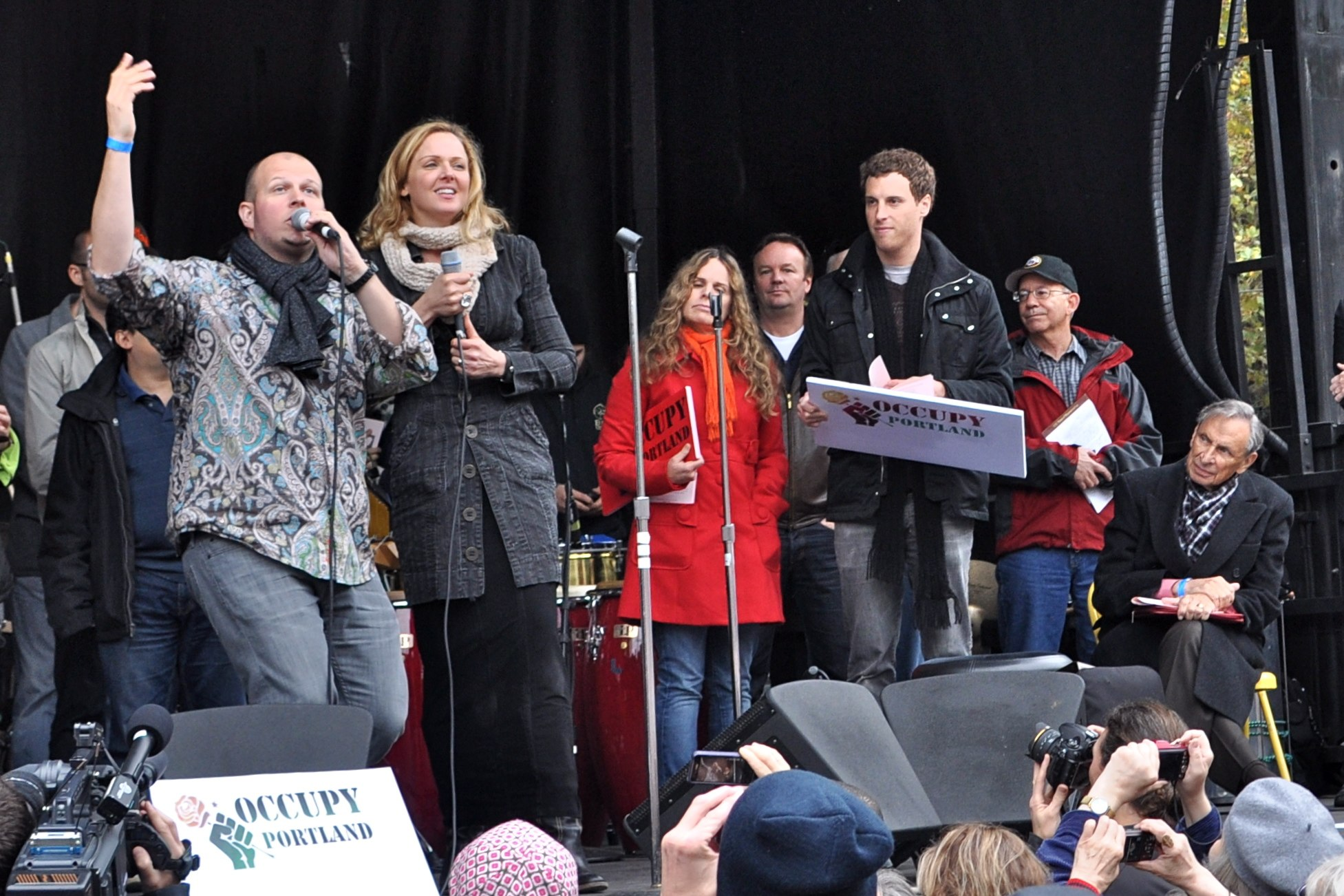
Wiec Pink Martini i Storm Large na Pioneer Courthouse Square w Portland, 28 października 2011

W październiku 2011 członkowie zespołu Pink Martini zorganizowali i wystąpili na wiecu wspierającym ruch Occupy. Wiec odbył się w centrum Portland na Pioneer Courthouse Square i obejmował przemówienia i występy Storm Large, a także kongresmenów z Oregonu.
W 2007 Large zagrała Sally Bowles w musicalu Cabaret w Portland Center Stage.
W 2008 Large miała premierę swojego autobiograficznego one woman show Crazy Enough w Portland Center Stage. Otrzymała entuzjastyczne recenzje. Spektakl był wystawiony na Festiwalu teatrów ulicznych w Edynburgu (ang. Edinburgh Festival Fringe) w 2010.
W 2012 Large opublikowała wspomnienia zatytułowane Crazy Enough. Książka, wydana przez Free Press, jest opisem jej dorastania z matką z problemami psychologicznymi i jej ostatecznych sukcesów.
Wielokrotnie występowała w Portland z Oregon Symphony.

### Pink Martini
W 2011 wokalistka Pink Martini, China Forbes, przeszła operację strun głosowych i nie mogła brać udziału w koncertach zespołu. Large, w zastępstwie, koncertowała z Pink Martini w 2011. Następnie dołączyła do zespołu na albumie Get Happy z 2013 i jako współprowadząca wokalistka podczas kolejnej światowej trasy koncertowej. Nadal występuje z grupą na całym świecie.

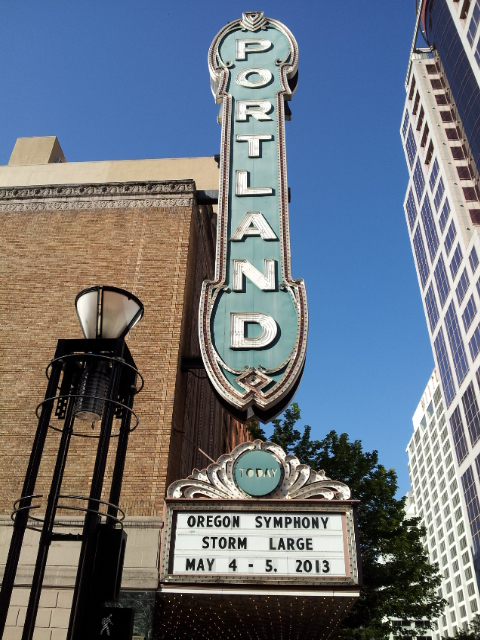
Oregon Symphony i Storm Large, sala koncertowa Arlene Schnitzer, Portland, Oregon (2013)

## Dyskografia
Albumy studyjne
- Big Daddy Large (1995)
- Storm and Her Dirty Mouth (1998)
- The Calm Years (2000)
- Hanging With The Balls (2003)
- Vasectomy (2005) The Balls
- Ladylike Side One (2007)
- Crazy Enough(inne języki) (2009)
- Le Bonheur (2014)[20][21]

Single
- Ladylike Storm and The Balls (2006)
- Ladylike Featuring Dave Navarro (2006)[20]

Liczne inne nagrania.